# Antonio Vaquero Agudo

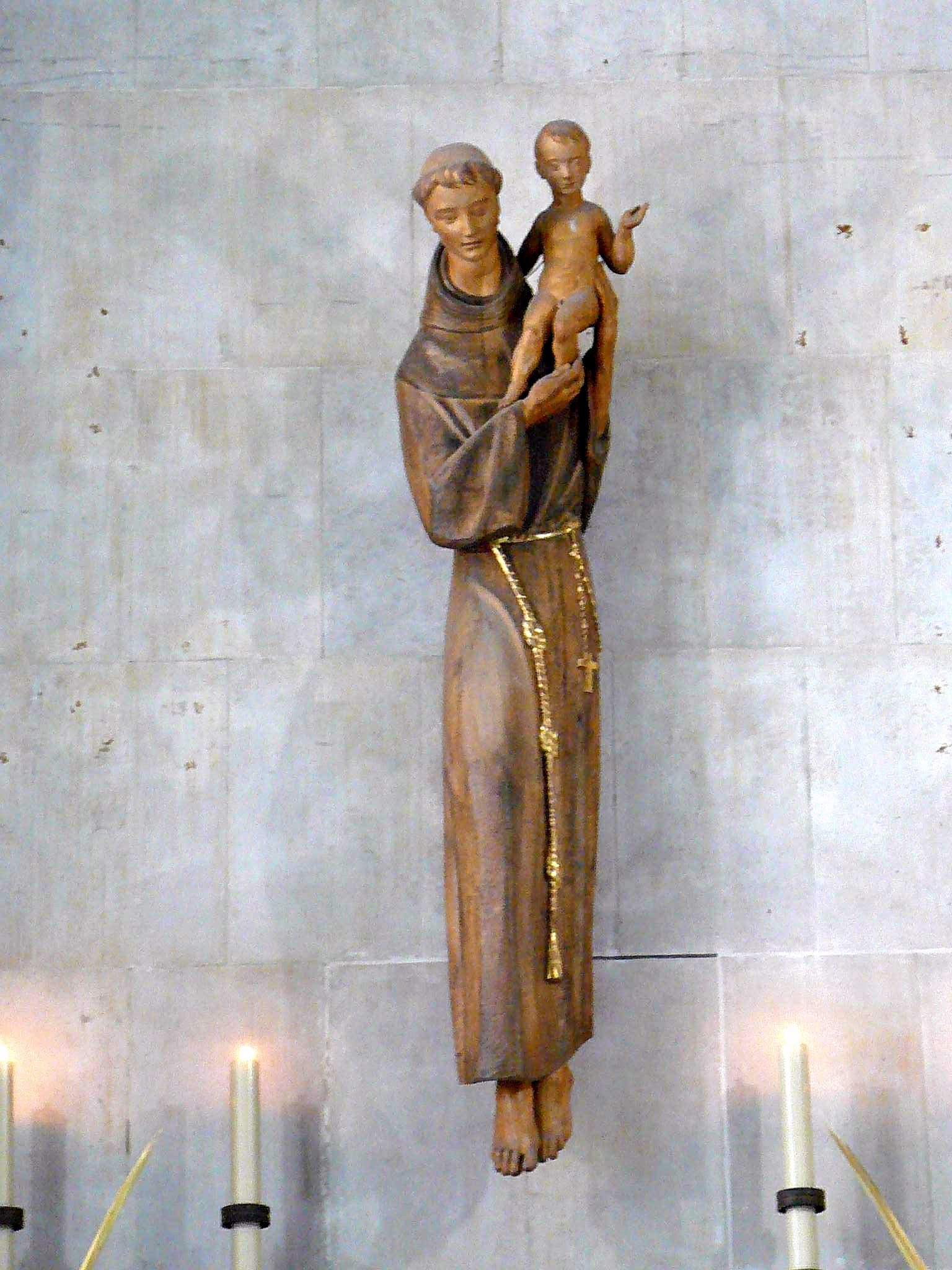
Escultura de Antonio Vaquero en Iglesia de los Franciscanos (parroquia de la Inmaculada) en el Paseo de Zorrilla de Valladolid

Antonio Vaquero Agudo, conocido como Antonio Vaquero, (Valladolid, 7 de octubre de 1910-2 de abril de 1974) fue un escultor e imaginero español, director de la Escuela de artes y oficios de Valladolid.

## Biografía
Su familia paterna procedía de Alcora (Castellón) y tenía en los  soportales de la vallisoletana plaza de la Fuente Dorada un negocio de loza, cristal, cuadros y molduras. El padre, Ramón Vaquero Aznar, practicaba el dibujo y la acuarela, y su abuelo fue también dibujante. En un principio Vaquero se interesó por el dibujo y la escultura, decidiéndose finalmente por esta última desde muy joven. Simultáneamente a sus estudios de bachillerato se matriculó en la Escuela de Artes y Oficios en 1920 y cursó Imaginería, Modelado y Vaciado. Posteriormente se formó en Madrid en la Real Academia de Bellas Artes de San Fernando, siendo alumno de Miquel Blay y Miguel Ángel Trilles, y donde consiguió sus primeros premios. Fue también alumno del escultor Ramón Núñez, a quien ayudó en su escultura del Corazón de Jesús de la Catedral de Nuestra Señora de la Asunción de Valladolid,  junto con los  escultores José Luis Medina, Rafael Sanz y Baltasar Lobo. De este último fue  amigo, como también lo fue de los escultores Cristino Mallo, Juan de Ávalos, Zabaleta, Alberto Sánchez y Victorio Macho. 
Tras un tiempo de alistamiento en el regimiento de Infantería, volvió a matricularse en 1934 en San Fernando para cursar colorido, dibujo científico, ornamentación y procedimientos de enseñanza, obteniendo el título de Profesor oficial de dibujo en 1936. Al estallar la guerra se alistó en el ejército republicano, donde dio clases de dibujo a los oficiales y generales. Tras la contienda volvió a Valladolid y comenzó a trabajar en 1948 como profesor auxiliar en Modelado y Vaciado en la Escuela de Artes y Oficios Artísticos, en 1962 fue nombrado profesor de Imaginería Castellana, y finalmente fue Director en 1969 hasta su fallecimiento. Compartió la docencia con su trabajo de escultor en Canarias, La Coruña, Navarra y Valladolid, donde desarrolló gran parte de su carrera. Hay obra suya en Aguilar de Campoo, Saldaña, Santander y Cáceres. Fue maestro de escultores de la generación siguiente como Leopoldo del Brío, Ana Jiménez y Rafael Isla. Los testimonios le describieron como una persona discreta y sencilla; según la conservadora Eloísa García de Wattenberg “su modestia le hizo huir de toda ostentación y publicidad”.

## Estilo
Su obra tiene dos facetas: una como imaginero, materia en la que creó cátedra y facilitó publicaciones monográficas de escultores imagineros del siglo XVI como Gregorio Fernández, Juan de Juni y Berruguete. Precisamente frente a la casa de este último, en la calle General Almirante de Valladolid, tuvo Vaquero su primer estudio. Como imaginero realizó en 1943 una Piedad para la cripta de la Catedral de Santander, en 1953 una Virgen de la Vera Cruz para la Iglesia de San Mateo de Cáceres, y una réplica de la Virgen de San Lorenzo de Valladolid en 1956.
Otra faceta fue la de escultor moderno, con obra muy diseminada por la ciudad de Valladolid, aunque poco conocida, según el académico historiador Jesús Urrea. Trabajó principalmente la escultura religiosa, debido a los cambios que el Concilio Vaticano II produjo en los ritos e iglesias en su tiempo, aunque no se le debe considerar un artista religioso. En temas libres, en los que predominaba la figura humana, y raras veces temas vegetales, animales o paisajísticos, dotaba a las figuras de ligereza y esbeltez. Sus esculturas suelen tener proporciones estilizadas, con espiritualidad y un "acento de elegancia". Utilizó la piedra y la madera como materiales, y muy pocas veces bronce, hierro u otros. Preguntado Vaquero por los autores a los que admiraba, destacó Donatello y sus contemporáneos José Clará, Giacomo Manzú y Marino Marini, lo que puede reconocerse en el estilo de su obra. 
Muchas de sus esculturas están o estuvieron en lugares muy reconocibles en la ciudad vallisoletana, como la escultura de Los Reyes Católicos (realizada para los jardines de La Rosaleda en los años 60, se reinstaló décadas después sin su pedestal en las instalaciones universitarias junto al Palacio de Santa Cruz), y el relieve de la Niña de las palomas, en la antigua cafetería Risko de la calle Santiago esquina a calle Héroes de Alcántara. Realizó trabajos escultóricos en coordinación con la obra arquitectónica  del Movimiento Moderno del arquitecto Julio González Martín, entre ellos imágenes religiosas (en la Iglesia de la Inmaculada Concepción, de los PP Franciscanos, en la iglesia del barrio de San Pedro Regalado y en varios colegios) y de otro repertorio, como los relieves en el edificio de los antiguos Sindicatos: La Victoria Sindical y otro de alegoría de La Industria y la Agricultura, hoy día mutilado.

## Obras principales
- Busto del niño Baltasar Lobo (Yeso. 1923. Paradero desconocido), obra principiante.[1]
- Cabeza de Castellano (Yeso. 1928) donada a la Real Academia de Bellas Artes de la Purísima Concepción de Valladolid por la viuda el artista, fue Primera medalla en la Exposición Castellana de la Real Academia de Bellas Artes Provincial,
- Cabeza de Adolescente (Piedra rosa. 1942. Real Academia de Bellas Artes de la Purísima, Valladolid)[9]
- La Virgen entregando el Rosario a Santo Domingo (1958. Colegio de la Orden de Dominicas Francesas, Valladolid)[10]
- Panteón de la familia Rodríguez Sanmartín. (¿1959? Cementerio Municipal. Fuentes de Nava (Palencia).)
- La Sagrada Familia, (1960. Instituto Médico Psicopedagógico de los Hermanos de San Juan de Dios en Valladolid)
- Virgen de la Candelaria. (1960. Misioneros Combonianos. Saldaña, Palencia)
- Cruz y cordón franciscano, San Antonio, Sagrado Corazón , e Inmaculada (Piedra. 1960-61, Iglesia de la Inmaculada Concepción (PP Franciscanos, Valladolid)
- San Francisco de Asís y el hermano Lobo (relieve en yeso, 1962, para la Iglesia de San Antonio, Padres Franciscanos, Valladolid), no utilizada.[11]
- Niña de las palomas (relieve en piedra de Campaspero, 1962, Colección Pérez González, Valladolid )
- La Victoria Sindical, La Industria y la Agricultura (relieves, piedra, 1965, Antiguo edificio de Sindicatos, después Sede de Confederación Vallisoletana de Empresarios y CCOO, en Valladolid )
- Virgen con el Niño y Ángeles. (Relieve, Piedra. Colegio del Paseo de Zorrilla, Valladolid)

## Reconocimientos
Además de los premios de la Academia de San Fernando, donde consiguió sus tres primeros premios (Madrigal, y los de las fundaciones Álvarez Pereira y Aníbal Álvarez), recibió la 1ª Medalla en la Exposición Castellana de la Real Academia de Bellas Artes Provincial en 1928. 
En 1954 recibió el accésit del Premio Nacional de Escultura y en 1955 la concesión de la 1ª Medalla del Premio Nacional de Escultura con el proyecto de Monumento a los Papas Luna, para Játiva. 
La ciudad de Valladolid le otorgó la Medalla de Plata de la Ciudad en 1956.
La Academia de Bellas Artes de la Purísima Concepción de Valladolid le dedicó una exposición completa retrospectiva de su obra en 2013.